# هانری کوله
هانری کوله ( انگلیسی: Henri Cole؛ زادهٔ ۹ مهٔ ۱۹۵۶) شاعر، نویسنده و استاد دانشگاه ارمنی‌تبار اهل ایالات متحده آمریکا است.

## زندگی‌نامه
وی در ۹ مه ۱۹۵۶ در فوکوئوکا به دنیا آمد و از کالج ویلیام و مری فارغ‌التحصیل گشت. وی همچنین برنده جوایزی همچون کمک‌هزینه گوگنهایم و جایزه ادبی لامدا شد.